# Lupin (serie televisiva 2021)
Lupin è una serie televisiva francese prodotta da Gaumont e pubblicata su Netflix, liberamente ispirata ai romanzi di Maurice Leblanc aventi per protagonista il celebre ladro Arsenio Lupin.

## Trama
Il quattordicenne Assane Diop vede la sua vita completamente stravolta dopo la morte del padre, che è stato condannato per un crimine che non ha commesso. Questo lo porterà a covare un'irrefrenabile voglia di giustizia, ma anche di vendetta verso la ricca famiglia che ha accusato suo padre. Venticinque anni dopo Assane, che intanto si mantiene commettendo piccoli furti, decide di portare a termine la sua vendetta, traendo ispirazione dal romanzo Arsenio Lupin, il ladro gentiluomo, regalatogli a suo tempo dal padre.

## Episodi
| Stagione         | Episodi | Pubblicazione Francia | Pubblicazione Italia |
| ---------------- | ------- | --------------------- | -------------------- |
| Prima stagione   | 5       | 8 gennaio 2021        | 8 gennaio 2021       |
| Seconda stagione | 5       | 11 giugno 2021        | 11 giugno 2021       |
| Terza stagione   | 7       | 5 ottobre 2023        | 5 ottobre 2023       |

## Personaggi e interpreti

### Personaggi principali
- Assane Diop (st.1–3), interpretato da Omar Sy e da Mamadou Haidara da giovane, doppiato da Simone Mori e da Vittorio Thermes da giovane.
Un giovane senegalese, immigrato in Francia con il padre quando era un ragazzino, che in seguito all'accusa di furto e alla morte del padre da parte della famiglia Pellegrini, cresce con la convinzione che il padre fosse davvero colpevole. Venticinque anni dopo la ricomparsa della collana, oggetto del furto, inizia a pianificare la sua vendetta nei confronti dei Pellegrini ispirandosi alle imprese di Arsenio Lupin.

- Capitano Romain Laugier (st.1-2), interpretato da Vincent Londez, doppiato da Riccardo Rossi.
Il poliziotto a capo dell'indagine sul furto della collana al Louvre.
- Claire (st.1–3), interpretata da Ludivine Sagnier e da Ludmilla Makowski da giovane, doppiata da Eleonora Reti e da Luna Iansante da giovane.
È la moglie di Assane, col quale ha il figlio Raoul.
- Juliette Pellegrini (st.1-guest 2), interpretata da Clotilde Hesme, doppiata da Selvaggia Quattrini.
Figlia di Anne e Hubert Pellegrini, è a capo di una fondazione benefica. Conosce Assane fin da ragazza e per lui prova un sincero affetto.
- Anne Pellegrini (st.1-guest 2), interpretata da Nicole Garcia, doppiata da Mirta Pepe.
Madre di Juliette e moglie di Hubert Pellegrini. Era la sola a trattare Babakar con rispetto. Lo convinse a firmare la confessione di furto che gli costò la vita. In seguito alla sua morte, aiuta segretamente Assane pagando per la sua istruzione.
- Hubert Pellegrini (st.1-3), interpretato da Hervé Pierre, doppiato da Gianluca Machelli.
Capo della famiglia Pellegrini. Ha accusato Babakar Diop del furto della collana corrompendo il poliziotto incaricato delle indagini. Non si fa scrupoli a far eliminare o rovinare chi cerca di ostacolarlo.
- Youssef Guedira (st.1–3), interpretato da Soufiane Guerrab, doppiato da Raffaele Carpentieri.
Poliziotto che indaga sul furto della collana al Louvre. È l'unico a notare le similitudini tra il furto e i depistaggi con le imprese di Arsenio Lupin.
- Benjamin Ferel (st.1–3), interpretato da Antoine Gouy.
Il migliore amico di Assane dai tempi della scuola. Ha aperto un negozio di antiquariato, e aiuta Assane a realizzare una copia della collana da usare al Louvre la sera del furto.
- Babakar Diop (st.1–3), interpretato da Fargass Assandé, doppiato da Dario Oppido.
Padre di Assane. Venticinque anni prima venne accusato di aver trafugato la collana dalla cassaforte dei Pellegrini, si è tolto la vita tempo dopo impiccandosi in prigione. Poco prima di morire ha regalato a suo figlio il libro su Arsenio Lupin.
- Tenente Sofia Belkacem (st.1–3), interpretata da Shirine Boutella, doppiata da Gemma Donati.
Collega di Guedira, è abbastanza scettica sulla sua teoria secondo cui il ladro a cui danno la caccia si è ispirato ai libri su Arsenio Lupin.
- Raoul (st.1–3), interpretato da Etan Simon, figlio di Assane e Claire, doppiato da Lorenzo Spadorcia
- Thibault Du Quenoy (st.1), interpretato da Xavier Lemaître, doppiato da Federico Talocci.
- Gabriel Dumont (st.1-2), interpretato da Vincent Garanger e da Johann Dionnet da giovane, doppiato da Antonio Palumbo.
 Commissario della polizia di Parigi.
- Leonard (st.1-2), interpretato da Adama Niane, doppiato da Roberto Gammino.
 Scagnozzo al soldo di Hubert Pellegrini.

## Produzione
Le riprese sono partite a fine 2019 e sono proseguite fino a marzo 2020, quando la pandemia di COVID-19 ha costretto la troupe a interromperle. Sarebbero dovute ripartire a settembre, ma poi sono state anticipate a giugno e luglio. La terza parte è stata pubblicata da Netflix in Italia il 5 ottobre 2023. Le riprese di una quarta parte sono iniziate a maggio 2025, con data d'uscita ancora da confermare.

## Promozione
Il teaser trailer della prima stagione è stato pubblicato online il 25 settembre 2020, mentre il trailer definitivo il 2 dicembre.
L'11 maggio 2021 è stato pubblicato il trailer ufficiale della parte seconda della serie TV, in cui è stato annunciato che sarebbe uscita su Netflix l'11 giugno.
Il 6 settembre 2023 è stato pubblicato il trailer ufficiale della terza parte della serie TV, in cui è stato annunciato che sarebbe uscita su Netflix il 5 ottobre.

## Riconoscimenti
Golden Globe
- 2022 – Candidatura per la miglior serie drammatica
- 2022 – Candidatura per il miglior attore in una serie drammatica a Omar Sy